# Altmark (pétrolier ravitailleur)
Pour la région allemande, voir Altmark.
 (septembre 2014).
L’Altmark était un pétrolier-ravitailleur allemand qui fut utilisé lors de la Seconde Guerre mondiale comme nourrice pour le cuirassé Admiral Graf Spee. Il fut détruit en 1942 lors d'une explosion à bord.

## Description
L’Altmark fait partie d'une classe de cinq pétroliers construits par l'Allemagne dans les années précédant la Seconde Guerre mondiale. Ses soutes pouvaient contenir non seulement du fioul mais aussi des vivres, des munitions et de l'essence, le tout d'une capacité de 14 000 tonnes.
Il était propulsé par 4 moteurs Diesel doubles Man-Diesel de 9 cylindres chacun et d'accouplement Vulcain développant 21 400 ch. Ils lui permettaient d'atteindre la vitesse maximale de 21 nœuds et pouvait parcourir 15 000 nautiques à 14 nœuds.
Le pétrolier n'étant pas un navire de guerre, il ne possédait que peu d'armement à l'origine, dont deux canons antiaériens de 20 mm et huit mitrailleuses antiaériennes de 8 mm. Il reçut plus tard trois canons de 150 mm sur plateforme qui lui furent donnés par le commandant du Graf Spee. Ceux-ci furent placés derrière les superstructures au milieu du bateau.
Pour effectuer les transbordements de carburant, il était équipé d'une manche de ravitaillement.

## Histoire
Au début de l'année 1939, l’Altmark effectua des manœuvres au large des côtes espagnoles. Il servait de nourrice au Graf Spee qui opérait alors en soutien des troupes du général Franco, contre les troupes républicaines.

### Sa mission
La mission de l’Altmark était de servir de nourrice au cuirassé de poche Admiral Graf Spee lors de sa campagne contre les navires de commerce britanniques. Pour ce faire, il appareilla au début du mois d'août 1939 accompagné de son sister-ship. Ils devaient se rendre à Port Arthur (Texas) afin de faire le plein de fioul en vue de leur mission à venir puis reprendre le large.
Il fut repéré par des guetteurs côtiers britanniques dans la journée du 6 août, mais, faute de renseignements sur son compte, le rapport fut classé. Il put donc rejoindre Port Arthur, faire le plein puis rejoindre sa zone d'attente au milieu de l'Atlantique. La zone de rencontre était définie par trois points (23°N 38°W, 28°N 27°W, 25°N 40°W), soit à mi-chemin entre Dakar et Trinidad.

### Sa campagne avec leGraf Spee
Sa première rencontre avec le cuirassé de poche eut lieu au début du mois de septembre 1939. Il le suivit ensuite de loin le long de la côte africaine puis dans l'Atlantique Sud. Le 27 septembre, les deux navires se séparèrent.
Après avoir coulé plusieurs cargos, le cuirassé, ne sachant pas quoi faire de ses prisonniers, décida de les laisser sous la responsabilité de l’Altmark qui avait bien plus de place. Les deux navires se retrouvèrent le 14 octobre afin de refaire le plein et de transférer les prisonniers. Ils se quittèrent de nouveau le 16 après avoir transféré les prisonniers d'un autre navire, pour se retrouver le 28 aux alentours de l'île Tristan da Cunha, où l’Altmark avait reçu l'ordre de se tenir. Puis de nouveau le 26 novembre et le 6 décembre. À chaque fois que l’Admiral Graf Spee retrouvait le pétrolier, il refaisait le plein de carburant et de vivres et déchargeait ses prisonniers.
Le 6 décembre 1939 fut la dernière fois où les deux navires se voyaient. En effet, le 13 décembre se déroula la bataille du Rio de la Plata qui entraîna le sabordage du cuirassé.
Les prisonniers étaient enfermés dans les cales du pétrolier et avaient un emploi du temps bien défini :
- 7 h 0 : réveil et toilette
- 7 h 45 : petit déjeuner
- 8 h 30 à 9 h 15 : promenade sur le pont
- 11 h 30 : déjeuner
- 14 h 30 à 15 h 0 : promenade sur le pont
- 17 h 30 : thé
- 20 h 0 : extinction des feux

### La libération des prisonniers
Après la destruction du Graf Spee, la traque des navires britanniques se reporta sur l’Altmark dont on savait qu'il transportait les prisonniers des cargos coulés par le cuirassé. Au total, celui-ci transportait 299 hommes. Le commandant Dau fut prévenu de la disparition de l’Admiral Graf Spee par un télégramme du grand amiral Raeder. Il reçut l'ordre de rallier les eaux allemandes sans rompre le silence radio, en évitant la zone située entre les Açores et les îles du Cap-Vert du fait de la présence de nombreux bâtiments alliés à sa recherche. Les Britanniques étaient assistés par les sous-marins français de 1 500 tonnes Achéron, Fresnel, Redoutable et Le Héros.

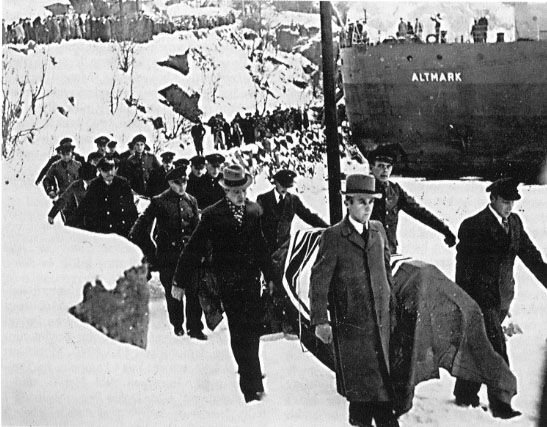
L’Altmarck en arrière-plan. Norvège, février 1940

Le commandant du pétrolier décida, avec l'accord de ses officiers, de se diriger vers Le Cap, d'émettre un message au Haut Commandement en sachant qu'il serait intercepté, puis de faire demi-tour et de rentrer à pleine puissance en Allemagne. Il induisait ainsi les alliés en erreur en leur faisant croire qu'il se dirigeait vers l'océan Indien. Cependant, depuis quelque temps, les moteurs du navire présentaient des signes de fatigue et, arrivé près du Cap, il devint nécessaire d'entreprendre des réparations. Celles-ci s'étalèrent de la veille de Noël à la mi-janvier.
Une fois les moteurs en état de marche, l’Altmark remonta vers le nord et passa sans encombre la zone la plus étroite et la plus surveillée de l'Atlantique. Cependant, le 7 février 1940, alors que le pétrolier se trouvait proche de la voie maritime reliant Halifax au Royaume-Uni, il faillit être repéré par une patrouille britannique, mais il ne le fut pas. Le lendemain, il était dans les eaux islandaises et, le 14, il était en vue des côtes norvégiennes au niveau de Trondheim. Mais ayant signalé sa présence aux autorités en demandant un pilote pour le guider dans ces eaux, il se vit répondre qu'il n'y en avait pas de disponible et on lui proposa de faire escale dans un port. Au même moment, on identifia un torpilleur sur l'arrière du navire. Il s'agissait du Trigg qui lui ordonna de stopper les machines et envoya un officier à bord. Le commandant réussit à le convaincre qu'il ne transportait que du combustible, mais le torpilleur le suivit et envoya de nouveau un officier poser des questions. Lorsque celui-ci monta, les prisonniers comprenant ce qui se passait essayèrent de se faire entendre mais le commandant Dau ordonna de mettre les treuils en marche pour couvrir le bruit. Il décida alors de mettre cap au sud en faisant fi des injonctions norvégiennes, sachant pertinemment que les navires britanniques présents dans le secteur avaient été prévenus. Dans la nuit du 14 au 15, il fut de nouveau contraint à stopper par le torpilleur Snoegg puis par le destroyer Garm, son commandant lui ordonna alors de sortir des eaux norvégiennes. Mais le commandant Dau continua sur le même cap et le lendemain l’Altmark dépassait Stavanger.
Cependant, le 16 février, il fut repéré par un avion de reconnaissance de la RAF, qui indiqua la position du pétrolier (58°17'N 06°0'SE) aux navires du secteur dont le destroyer HMS Cossack et le croiseur HMS Arethusa qui avaient reçu l'ordre de le retrouver. Vers 14 h 45, ce dernier était en vue du pétrolier. Le commandant Dau ne s'en soucia pas car il était encore dans les eaux de la Norvège. De plus, il était suivi par la canonnière Skarv qui avait l'ordre de faire respecter cette neutralité. Mais le destroyer britannique Intrepid ouvrit le feu sur le pétrolier sans autre réaction de la part du bâtiment norvégien qu'une mise en garde adressée aux Britanniques. Le croiseur Arethusa se plaça de façon à se trouver entre le pétrolier et la côte mais celui-ci comprit son intention et longea celle-ci au plus près et décida d'entrer dans le fjord de Jossing pris par les glaces et d'attendre la nuit. Il fut suivi par la canonnière Skarv puis par une autre.
Vers 22 h, le HMS Cossack pénétra dans le fjord. Mais, à bord du pétrolier, on ne s'affola pas pensant que c'était un navire norvégien. Vers 23 h 10, après avoir allumé son projecteur et lu le nom du navire, le commandant du pétrolier décida d'éperonner le destroyer afin de le faire s'échouer. Mais le commandant Vian dirigeant ce dernier fit pivoter le navire et amortit le choc et le pétrolier s'échoua. C'est le moment que choisit l'équipe d'abordage pour monter à bord du pétrolier. À 23 h 55, tous les prisonniers étaient à bord du navire britannique qui quittait le fjord en pensant que le navire était sur le point d'être sabordé, mais ce ne fut pas le cas.

### La fin du navire
Le lendemain de l'abordage, la Kriegsmarine organisa le rapatriement de ses hommes. Le bâtiment fortement endommagé fut réparé sur place puis rallia le port de Kiel, le 28 mars 1940. Puis le commandant Dau fut relevé de son commandement.
Le navire fut renommé Uckermark le 6 août 1942. Le 9 septembre, il appareilla de France pour rejoindre le Japon ravitaillant en chemin le croiseur auxiliaire Michel. Il arriva à Yokohama le 24 novembre 1942, où il devint le navire de ravitaillement du raider allemand Thor. Celui-ci effectuait des attaques contre les navires de commerce dans l'océan Indien et le Pacifique ouest.
Le 30 septembre 1942, alors qu'il était à quai aux côtés du Thor, une explosion se produisit à bord. Celle-ci fut tellement puissante qu'elle déchira le navire de part en part. L'explosion embrasa le croiseur auxiliaire Thor ainsi que le paquebot Nankin et le cargo japonais Unkai Maru. Les quatre navires furent détruits. L'explosion fit 53 morts. Ses circonstances ne sont pas claires, mais il semblerait que des vapeurs de pétrole soient entrées en contact avec des produits chimiques utilisés pour nettoyer les cuves.

## Officiers ayant commandé le navire
- Capitaine Heinrich Dau

## Sister-ships
- Westerwald